# Optisches Modell
Das optische Modell der Kernphysik beschreibt Kernreaktionen und Streuung von Teilchen wie Nukleonen, Deuteronen oder Alphateilchen an Atomkernen durch ein mittleres Potential. Dieses hat  neben dem elastischen Anteil {\displaystyle V(\mathbf {r} )} der Streuung auch einen imaginären Anteil {\displaystyle W(\mathbf {r} )} zur Beschreibung von Absorption der Geschossteilchen. Dieser Absorptionsanteil ist der Ursprung des Namens, denn komplexe Potentiale werden auch in der Optik verwendet, z. B. für die Beschreibung der Brechung und Absorption an einer trüben Glaskugel.
Für das optische Potential
{\displaystyle U(\mathbf {r} )=V(\mathbf {r} )+i\,W(\mathbf {r} )}
wird häufig 
- für {\displaystyle V} ein Woods-Saxon-Potential gewählt oder ein anderes für Schalenmodell-Rechnungen verwendetes Potential, meist mit Spin-Bahn-Wechselwirkungsterm,
- für {\displaystyle W} dessen Ableitung {\displaystyle dV(\mathbf {r} )/d\mathbf {r} }, die ihr Maximum im Bereich des steilen Abfalls des Woods-Saxon-Potentials am Kernrand hat. Damit wird beschrieben, dass die Absorption von z. B. Nukleonen mit Energien im niedrigen MeV-Bereich aufgrund des Pauli-Prinzips vorzugsweise im Bereich der äußeren Valenznukleonen erfolgt.

Im optischen Modell können auch Compoundkern-Kanäle von Kernreaktionen berücksichtigt werden. Zwar kann man den eigentlichen Compoundkern mit dem einfachen optischen Modell (mit scharfen Resonanzen vom Breit-Wigner-Typ) nicht beschreiben, wohl aber den über viele Einzelresonanzen gemittelten Verlauf der Anregungsfunktion.
Aufgrund seiner Anpassungsfähigkeit wurde das optische Modell sehr erfolgreich zum Beispiel zur Beschreibung der elastischen Streuung von Neutronen, Alphateilchen und Deuteronen oberhalb weniger MeV eingesetzt, aber auch bei direkten Kernreaktionen (Strippingreaktion).
Das Modell wurde ursprünglich von Herman Feshbach, Victor Weisskopf und Charles E. Porter eingeführt.

### Fachartikel
- H. Feshbach: The Optical Model and Its Justification. In: Annual Review of Nuclear Science. Band 8, Nr. 1, 1958, S. 49–104, doi:10.1146/annurev.ns.08.120158.000405 (englisch).
- G. E. Brown: Foundations of the optical model for nuclei and direct interaction. In: Reviews of Modern Physics. Vol. 31, 1. Oktober 1959, S. 893–919, doi:10.1103/RevModPhys.31.893 (englisch).
- Randall S. Caswell: Nuclear Optical Model Analysis of Neutron Elastic Scattering for Calcium. In: J. Research Natl. Bur. Standards. Band 66, 1962 (englisch, PDF – Untersuchung der elastischen Streuung von Neutronen an Kalziumkernen mit einem optischen Kernmodell).
- P. E. Hodgson: The Optical Model of the Nucleon-Nucleus Interaction. In: Annual Review of Nuclear Science. Band 17, Nr. 1, 1967, S. 1–32, doi:10.1146/annurev.ns.17.120167.000245 (englisch).
- P. E. Hodgson: The nuclear optical model. In: Reports on Progress in Physics. Band 34, Nr. 2, 1. Mai 1971, S. 765, doi:10.1088/0034-4885/34/2/306 (englisch).

### Fachbücher
- P E Hodgson: The Nucleon Optical Model. World Scientific, 1994, ISBN 978-981-02-1722-8, doi:10.1142/2317 (englisch).
- Klaus Bethge, Gertrud Walter, Bernhard Wiedemann: Kernphysik (= Springer-Lehrbuch). 3. Auflage. Springer Berlin Heidelberg, Berlin, Heidelberg 2008, ISBN 978-3-540-74566-2, doi:10.1007/978-3-540-74567-9.
- Jeremy W. Holt, Taylor R. Whitehead: Modern Approaches to Optical Potentials. In: Isao Tanihata, Hiroshi Toki, Toshitaka Kajino (Hrsg.): Handbook of Nuclear Physics. Springer Nature Singapore, Singapore 2022, ISBN 978-981-15-8818-1, S. 1–30, doi:10.1007/978-981-15-8818-1_6-1, arxiv:2201.13404 [abs] (englisch).

### Ältere Werke
- P. E. Hodgson: The optical model of elastic scattering. Oxford University Press ; Clarendon Press, 1963 (englisch, archive.org).
- Marvin Goldberger, Kenneth Watson Collision Theory. Wiley 1967, Kapitel 11.4 (im Kapitel Pseudopotential Method, besonders S. 798 ff.).
- P. E. Hodgson Nuclear reactions and nuclear structure. Oxford 1971.